# Evangelische Kirche (Rudingshain)

Evangelische Kirche (Rudingshain)

Die evangelische Kirche Rudingshain ist ein denkmalgeschütztes Kirchengebäude, das in Rudingshain steht, einem Stadtteil von Schotten im Vogelsbergkreis (Hessen). Die Kirche gehört zur Kirchengemeinde Rudingshain, Betzenrod und Götzen im Dekanat Büdinger Land in der Propstei Oberhessen der Evangelischen Kirche in Hessen und Nassau.

## Beschreibung
Die mit Schindel verkleidete Fachwerkkirche wurde 1672/1673 an Stelle eines Vorgängers gebaut. Das Kirchenschiff hat einen dreiseitigen Schluss. Aus dem Satteldach erhebt sich im Bereich des Chors ein achteckiger, schiefergedeckter Dachreiter.
Der Innenraum, der 1829 von Heinrich Hisgen neu gestaltet wurde, hat Emporen, die an hölzernen Stützen befestigt sind, die bis zur Decke reichen. Zur Kirchenausstattung gehören eine Kanzel von 1685 und ein Kruzifix aus dem 18. Jahrhundert auf dem Altar. Die Orgel mit neun Registern, einem Manual und Pedal wurde 1857 von Friedrich Wilhelm Bernhard gebaut.